# Majos
Majos oder Mahos waren die Ureinwohner der Insel Lanzarote. Auch die ersten Einwohner der Insel Fuerteventura, die Majoreros, werden gelegentlich als Majos bezeichnet. Die erste Anwesenheit von Menschen auf Lanzarote ist für das 10. Jahrhundert v. Chr. nachgewiesen. In der Zeit vom 1. Jahrhundert v. Chr. bis zum 3. Jahrhundert n. Chr. bestanden enge Beziehungen zu Rom oder zu den unter römischem Einfluss stehenden Gebieten Nordafrikas. Diese Verbindungen brachen im Lauf des 4. Jahrhunderts n. Chr. vollkommen ab. Seit dieser Zeit lebten die Majos ohne Kontakte zu den anderen Inseln. In den folgenden etwa 1000 Jahren entwickelten sie eine eigene Kultur. Nach der Unterwerfung der Ureinwohner unter die Herrschaft der Krone von Kastilien im 15. Jahrhundert wurden die Majos durch verschiedene Maßnahmen der neuen Herrscher als eigenständige Ethnie ausgelöscht.

## Erste Besiedlung der Insel Lanzarote
Über die Herkunft der Urbevölkerungen und die Art, wie sie die der Kanarischen Inseln erreichten, gibt es verschiedene Hypothesen. Die „hipótesis mediterránea“ (Mittelmeer-Hypothese) wurde seit etwa 1980 als ein Modell geschaffen, um die Besiedlung der Kanarischen Inseln zu erklären. In ihr wird die Theorie vertreten, dass die Protagonisten der Besiedlung der kanarischen Inselgruppe phönizisch-punische Seefahrer waren, die Siedlergruppen aus dem „Círculo del Estrecho“ auf die Inseln brachten. Als „Círculo del Estrecho“ wird die ausgedehnte geopolitische Zone bezeichnet, die sich über den äußersten Süden der Iberischen Halbinsel und den westlichen Teil der nordafrikanischen Küste am Übergang des Atlantischen Ozeans zum Mittelmeer erstreckt.
Datierungen von archäologischen Funden zeigen, dass der Kolonisationsprozess auf der Insel Lanzarote zur Zeit des Übergangs zum 10. Jahrhundert v. Chr. begann. Zu dieser Zeit besuchten phönizische Seefahrer die Insel. Bei Ausgrabungen stießen die Archäologen auf Fundstücke einer Gemeinschaft, die dem phönizisch-punischen Kulturkreis des westlichen Mittelmeeres angehörte. Die Besiedlung der kanarischen Inselgruppe war kein einmaliger Vorgang, sondern zog sich über mehrere Jahrhunderte hin. Zweck dieser Ansiedlung war es vermutlich, einen Stützpunkt für den Kontakt mit dem westlichen Afrika zu errichten. Die fischreichen Gewässer und die guten Möglichkeiten der Salzgewinnung boten beste Voraussetzungen zur Herstellung von Pökelfisch und Garum. Außerdem gab es auf den Kanarischen Inseln Orseille und Drachenblut zur Herstellung von Farbstoffen. Die zwischenzeitlich vermutlich verminderten Beziehungen zwischen den Mittelmeerländern und den Kanarischen Inseln wurden von den Römern bzw. den damals zum römischen Kulturkreis gehörenden Mauretaniern um die Zeitenwende wieder verstärkt aufgenommen. Auf der zwischen Lanzarote und Fuerteventura liegenden Insel Lobos wurden Einrichtungen aus römischer Zeit gefunden, die auf die Herstellung von Farbstoff aus der Purpurschnecke hindeuten. Diese Verbindungen brachen nach dem Niedergang des römischen Imperiums im Lauf des 4. Jahrhunderts n. Chr. vollkommen ab. Zwischen den Inseln untereinander und der Außenwelt bestanden vermutlich zwischen dem 4. Jahrhundert und dem Ende des Mittelalters keine Kontakte. In diesen ca. 1000 Jahren entwickelten die Majos auf Lanzarote eine eigenständige Kultur.

## Bevölkerungsentwicklung
Historiker gehen davon aus, dass in der Phase der Besiedlung um die Zeitenwende die Bevölkerungszunahme recht hoch war, um dann etwas abzunehmen. In der Zeit vor den Kontakten mit europäischen Seefahrern im 14. Jahrhundert, war vermutlich ein Gleichgewicht zwischen der Bevölkerungszahl und den zur Verfügung stehenden Ressourcen erreicht, was dazu führte, dass Maßnahmen ergriffen wurden, um die weitere Zunahme der Bevölkerung zu verhindern. Berichte über ein geringe Anzahl von Frauen und einer Überzahl von Männern lassen darauf schließen, dass durch die Tötung von neu geborenen Mädchen die Geburtenzahlen vermindert wurden.
Die sanft abfallenden Küstengebiete der Insel Lanzarote bieten einen leichten Zugang vom Meer aus. Expeditionen von Genuesen, Portugiesen, Mallorquinern, Katalanen und Andalusiern kamen ab dem 14. Jahrhundert auf die Inseln, um Menschen zu fangen, die sie auf den Märkten im Mittelmeergebiet und auf der spanischen Halbinseln als Sklaven verkauften. Von einem der Angriffe, dem des Gonzalo Pérez Martel, Herr von Almonaster, auf die Bevölkerung von Lanzarote im Jahr 1393, berichtet die Chronik Heinrichs III. Die Seeleute landeten auf der Insel Lanzarote und nahmen den „König“, die „Königin“ und weitere 160 Personen als Gefangene.
Ein weiterer Grund für den Rückgang der Einwohnerzahl nach der Wiederentdeckung der Kanarischen Inseln durch die Europäer waren Krankheiten, gegen die die Majos im Gegensatz zu den Eroberern nicht immun waren. Genauere Zahlen für alle Teile der Insel sind nicht bekannt, allerdings deutet eine Bemerkung in der Chronik „Le Canarien“ darauf hin, dass es sich um bedeutende Zahlen handelte. Es heißt dort, dass es unter den 100 Gefangenen eine große Sterblichkeit gab, obwohl die französische Besatzung des Fort Rubicon bei bester Gesundheit war.
Nach der Eroberung der Insel im Namen der Krone von Kastilien stieg die Bevölkerungszahl kurzzeitig an, nahm dann aber wieder ab, durch die Teilnahme der Majos als Hilfstruppen an Militäroperationen zur Eroberung der Insel Gran Canaria und der Eroberung der Insel Teneriffa ebenso wie durch die Expeditionen in die Gebiete der afrikanischen Atlantikküste nördlich des Kap Bojador, die durch die Verträge von Alcáçovas und Tordesillas Kastilien zugesprochen wurden. Missernten und das harte System der Lehensherrschaft bewirkten zu Beginn des 16. Jahrhunderts Wanderungsbewegungen auf die unter direkter königlicher Herrschaft stehenden Inseln Gran Canaria und Teneriffa.

## Aussehen
In dem Bericht „Le Canarien“ der die Unterwerfung der Insel durch Jean de Béthencourt aus zeitgenössischer Sicht beschreibt, wird erwähnt, dass die Kinder eine sehr helle Haut hatten, diese aber dadurch, dass die Menschen keine Bekleidung trugen, mit der Zeit gebräunt würde. Die ausdrückliche Feststellung, auch in anderen schriftlichen Überlieferungen, dass die Bewohner der Insel helle Haut hätten, beruht offenbar darauf, dass die Seefahrer auf Inseln, die so weit im Süden vor der afrikanischen Küste liegen, dunkelhäutige Menschen erwartet hatten.
Die Anzahl der archäologischen Funde von Knochen der Ureinwohner auf Lanzarote ist sehr gering. Bei einem großen Teil der Funde sind keine ganzen Skelette vorhanden. Daher können Anthropologen daraus keine wissenschaftlich begründeten Aussagen über das Aussehen der Majos ableiten. Auf der Grundlage der Knochenfunde von 33 männlichen und 22 weiblichen Majos wurde eine Größe von 1,70 m für die Männer und 1,60 m für die Frauen geschätzt.

## Sprache
Auf jeder der Kanarischen Inseln wurde von der jeweiligen Urbevölkerung eine andere Sprache gesprochen. Diese Sprachen werden auf eine gemeinsame Ausgangssprache zurückgeführt. Es wird angenommen, dass die Unterschiede durch die über mehr als tausend Jahre andauernde isolierte Entwicklung der Kulturen entstanden sind. Die Sprachen zeigen eine Ähnlichkeit mit den Sprachen der Berber im Gebiet des nördlichen Afrikas. Daraus wird geschlossen, dass zumindest ein großer, die Sprache bestimmender Teil der Urbevölkerung aus dieser Gegend stammte. Durch den Zwang zur Anpassung an die durch die neuen Herrscher bestimmte Kultur verschwanden die Sprachen bis auf einige Orts- und Pflanzenbezeichnungen oder Fachbegriffe bis zum Ende des 16. Jahrhunderts.

## Gesellschaft
An der Spitze der Majos stand eine Person, die in den Berichten der Europäer als „König“ bezeichnet wird. Dieses Amt wurde in einer Familie vererbt. Es gab einen Rat von Personen höheren Ranges, den sie durch ihr Alter und ihre Herkunft erhielten. Der Rat war offenbar auch als oberstes Gericht tätig. Frauen spielten in der Gesellschaft eine besondere Rolle, da das Eigentum und die soziale Stellung vermutlich in der weiblichen Linie vererbt wurden. Außerdem wird in der Chronik Le Canarien berichtet, dass die Frauen jeweils mit drei Männern verheiratet waren.

## Bestattung
Es bestehen nahezu keine Informationen über die Bestattungstraditionen der Majos. Aus dem Zeitraum von mehr als 15 Jahrhunderten, von der Besiedlung der Insel Lanzarote bis zur Unterwerfung wurden bis zum Jahr 2016 die Überreste von nur 55 Verstorbenen dokumentiert. Bei einem großen Teil der älteren Funde sind der genaue Fundort und die Fundumstände nicht bekannt. Alle Feststellungen über die Art, wie die Majos ihre Verstorbenen bestattet haben, beziehen sich auf einzelne Fälle und können nicht als allgemeingültig angesehen werden.
Auf der Insel Lanzarote sind einige Fälle bekannt, in denen die Verstorbenen in Höhlen beigesetzt wurden. Das Vorhandensein von Grabhügeln auf Lanzarote ist nicht nachgewiesen. Es ist auffällig, dass im Verhältnis zur Anzahl auf den anderen Inseln, auf Lanzarote sehr wenige Beisetzugsorte gefunden wurden. Die Möglichkeit, dass alle potentiellen Fundstellen in den 1730er Jahren durch die Vulkanausbrüche zerstört oder überdeckt wurden, gilt als unwahrscheinlich. Nach einer anderen Theorie könnte die geringe Zahl von Beisetzungsstellen daraus resultieren, dass die Majos ihre Verstorbenen verbrannten. Im Kapitel XXXIII des Le Canarien wird von einem Fall berichtet, in dem eine Leiche verbrannt wurde. Auch in der römischen Kultur, mit der die Ureinwohner der Insel bis zum 3. Jahrhundert n. Chr. in Verbindung standen, waren Feuerbestattungen üblich.

## Wohnstätten
Die Majos lebten zu einem großen Teil in Siedlungen, die aus mehreren Wohnstätten bestanden. Ihre Lage richtete sich nach dem Vorhandensein von Weideplätzen für das Vieh. Wichtigstes Auswahlkriterium für den Standort war aber die Ergiebigkeit der Wasserstellen in unmittelbarer Umgebung.
Aufgrund der geologischen Gegebenheiten spielen Höhlen als Wohnstätten auf Lanzarote nur eine untergeordnete Rolle. Die relativ geringe Anzahl der Höhlen und ihre Lage und Ausrichtung führten dazu, dass nur wenige Majos in Höhlen wohnten. Trotzdem gibt es einige Höhlen von historischer Bedeutung. Nach den überlieferten Berichten handelt es sich bei der Höhle, die zu der Fundstelle Zonzamas gehört, um die „Residenz“ des letzten „Königs“ der Insel Luis de Guardafía. Diese Höhle war durch Mauern in verschiedene Räume geteilt. Die Höhle ist Teil einer Siedlung, die aus weiteren Gebäuden besteht.
Die „Casas hondas“ (tiefe Häuser) waren in die Erde gegraben, sodass die Hälfte der Wohnung oder etwas mehr unter dem Niveau der Erde lag und nur Teile der Mauer, die aus unbehauenen aber gleichmäßig geformten Steinen errichtet waren, darüber hinausragten. Die Grundrisse waren kreisförmig oder oval, in seltenen Fällen auch rechteckig. Die Eingänge, mit mehreren Stufen, waren nach der windabgewandten Seite gerichtet. Diese Art von Gebäude wurden sowohl zum Wohnen als auch als Lagerräume genutzt.

## Wirtschaft und Ernährung
Das Ökosystem Lanzarotes erlaubte keine bedarfsdeckende Sammelaktivität von pflanzlichen Produkten. Die Samen wild wachsender Pflanzen wie Gänsefüße, Süßgräser, Flug-Hafer, Avena canariensis, eine endemische Art der Mittagsblume, Ästiger Affodill usw. wurden gesammelt, geröstet und zu Gofio vermalen. Die autochthonen Kanarischen Dattelpalmen wachsen am Grund von Barrancos und in feuchten Gegenden der Insel Lanzarote. Die Früchte sind kleiner und weniger fleischig als die der Echten Dattelpalme. Sie enthalten viel Zucker und sind daher sehr nahrhaft. Die Früchte spielten eine bedeutende Rolle in der Ernährung der Majos. Nach dem Regen entwickelt sich auf der Insel Lanzarote in Symbiose mit den Wurzeln des Sonnenröschens (Helianthemum canariense) ein unterirdischer Pilz der Wüstentrüffel Terfezia canariensis. Auf den Inseln konnte das Vorhandensein anderer Pilzarten vor der Unterwerfung durch die Europäer im 15. Jahrhundert nicht nachgewiesen werden.
Tierhaltung
Ziegen waren an die Gegebenheiten der Insel am besten angepasst. Ihre Zahl überstieg die aller anderen Haustiere. Sie lieferten Milch, Fleisch, Felle, Knochen, Hörner und Sehnen. Der größte Teil der Ziegen wurden in Herden gehalten, die von den Wohngebieten täglich zu anderen Weideplätzen gebracht wurden. Darüber hinaus gab es eine Anzahl von Ziegen, die nahezu frei abseits der Wohnungen der Majos in Gebieten lebten, deren Bewuchs zu gering war, um eine normale Herde zu ernähren.
Die Insel Lanzarote ist aufgrund ihrer Geomorphologie auch für die Schafhaltung geeignet. Die häufig lang anhaltenden Trockenperioden führen aber zu einem Pflanzenwuchs, der für Schafe meist nicht ausreichend ist. Die im Verhältnis zu den Ziegen wenigen Schafe gehörten einer Rasse an, die weder Wolle noch Hörner hatte.
Auch für die Haltung von Schweinen ist die Insel Lanzarote nicht besonders geeignet, da diese Tiere vor allem in kühles Klima verlangen mit einem bedeutenden Anteil an Feuchtigkeit und möglichst üppigem Pflanzenwuchs. Es wurden Knochen einer Schweinerasse gefunden, die mit den Wildschweinen des Mittelmeerraumes verwandt ist. Sie waren erheblich kleiner als die heutigen schwarzen Schweine (Cerdo negro canario), waren stark behaart und hatten gut entwickelte Eckzähne.
Ackerbau
Die Majos bauten Gerste an. Man vermutet, dass Weizen auf Lanzarote erst im 15. Jahrhundert eingeführt wurde. Die Aussaat fand direkt vor dem Beginn des Herbstregens statt. Dazu wurden mit einfachen Geräten wie Ziegenhörnern oder Grabstöcken Löcher von geringer Tiefe in den Boden gebohrt, ein Korn hineingelegt und mit Erde abgedeckt. Die kanarische Gerste war widerstandsfähig gegen Dürre. Sie benötigte nur eine geringe Menge Wasser zu Beginn der Entwicklung und am Ende der Wachstumsphase. Die Gerste wuchs auch auf steinigen und sandigen Böden von geringer Qualität. Die Ernte fand im April bis Mai statt. Ein Teil der Körner wurde in Tonkrügen bis zur nächsten Aussaat aufbewahrt.
Jagd
An den Stränden der Insel Lanzarote gab es bis ins 15. Jahrhundert Mönchsrobben (spanisch lobos marinos). Der Fang dieser Tiere brachte den Majos nicht nur eine wichtige Versorgung mit Fleisch, sondern ebenso, wegen der Dicke und der Festigkeit des Leders Material für die Herstellung von Schuhen und Bekleidung. Nahezu auf der gesamten Insel konnten das ganze Jahr über Eidechsen gefangen werden. Neben der heute ausgestorbenen Kanaren-Wachtel wurden Sturmvögel, Trappen und Tauben gefangen. Auch die Eier von Vögeln trugen zur Ernährung der Majos bei. Bei den häufig vorkommenden Heuschreckenplagen wurden vermutlich viele der Tiere getötet, getrocknet, gemahlen und mit Milch gegessen.
Fisch und Meeresfrüchte
Bei verschiedenen archäologischen Grabungen auf der Insel Lanzarote wurden Abfälle von Fischen gefunden. Es handelte sich dabei um Fische, die im Uferbereich leben. Da auf Lanzarote keine Angelhaken oder Netze nachgewiesen sind, nimmt man an, dass die Fische mit Fischschleusen (spanisch corrales), welche die Ureinwohner zwischen den Felsen errichteten, gefangen wurden. Das waren wasserdurchlässige Mauern, die in den felsigen Uferregionen gebaut wurden. Bei Flut lagen diese unter der Wasseroberfläche, bei Ebbe waren die Fische in kleinen Strandseen gefangen. Der Fang von Weichtieren und Meeresfrüchten durch die Majos ist durch archäologische Funde überliefert. Große Haufen von Schalen und Gehäusen lassen sich auf der Insel nachweisen. Diese Haufen von Überresten von Meeresfrüchten in der Nähe des Strandes, „Concheros“ genannt, weit entfernt von den Wohnungen der Einwohner, werden gelegentlich als Ergebnis gemeinsamer Mahlzeiten, vielleicht sogar mit religiösem Hintergrund gedeutet. Eine weniger spektakuläre Erklärung ergibt sich daraus, dass die Concheros das Ergebnis einer Aufbereitung der Meeresfrüchte in der Nähe des Strandes waren, bei dem zur besseren Haltbarkeit vor dem Transport zu den Wohngebieten gekocht und getrocknet wurden.

## Artefakte
Auch wenn die Keramik zweifellos das am häufigsten in den Fundstellen der Ureinwohner gefundene Material ist, stammen die Informationen nahezu ausschließlich aus Bruchstücken, während als Ganzes erhaltene Gefäße sehr selten sind. Die Keramik der Insel Lanzarote wird im Bezug auf die Ausmaße, das Fassungsvermögen, die Herstellungstechnik und die Art der Verzierung in verschiedene Gruppen eingeteilt. Eine bedeutende Gruppe bildeten die großen Gefäße, die in Aufbaukeramik hergestellt wurden. Sie waren mit horizontalen Ornamentbändern verziert. Sie wurden auch für die Lagerung der überschüssigen landwirtschaftlichen Produkte verwendet. Die Gefäße einer anderen Gruppe, bei denen das Fassungsvermögen etwa einen Liter nicht überstieg, sind meist von guter Qualität und mit besonders auffälligen Dekorationen versehen.
Da es auf Lanzarote keine nutzbaren Metallvorkommen gibt, wurden die Schneidwerkzeuge aus Stein hergestellt. Geeignetes Material für die Faustkeile war wegen der großen Härte und der scharfen Kanten der Abschlag von Feuerstein. Es wurde eine Vielfalt von Handmühlen aus Stein gefunden, Rundmühlen, die aus einem Ober- und einem Unterstein bestanden, bootsartige Mühlen, in denen ein Stein hin und her bewegt wurde und Mörser. Mit diesen Werkzeugen wurde das Getreide und Samen nach dem Rösten zu Gofio verarbeitet.
Auf der Insel Lanzarote wurden bei verschiedenen archäologischen Grabungen Objekte gefunden, die als persönlicher Schmuck der Majos eingeschätzt werden. Die Stücke aus Chalcedon und Basalt sind nahezu flach und trapezförmig, rechteckig oder oval geschliffen. Sie haben gerade Einschnitte. Einige sind mit eingeritzten Linien geschmückt. Bei diesen Stücken ist unklar, ob sie nur als persönlicher Schmuck dienten oder ob sie auch eine religiöse Bedeutung als Amulette hatten. Weitere Fundstücke, die eine Bohrung zum Auffädeln haben, bestehen aus Kalkstein, Muschelschalen oder Schneckengehäuse u. a. von Kegelschnecken. Aus den gleichen Materialien wurden kleine, runde Platten geschliffen. durch die eine Sehne oder ein Stück Leder gezogen war.

## Petroglyphen
Eine Besonderheit der Petroglyphen der Insel Lanzarote ist ihre Häufigkeit und ihre Verteilung auf der gesamten Oberfläche der Insel in allen Höhenlagen. Die Inschriften finden sich in Barrancos, auf Bergen, an Felsen und in Gebieten des Malpaís. Bei den Petroglyphen der Majos überwiegen die geometrischen Motive. Gerade und parallele Linien kreuzen sich teilweise netzartig. Kreisförmige Motive treten nicht so häufig auf. Ein besonderer Fall ist die Abbildung auf der sogenannten Stele von Zonzamas (spanisch Estela de Zonzamas), auf der sich fünf konzentrische Halbkreise befinden. Eine große Anzahl von Petroglyphen zeigt figürliche Motive. Unter ihnen gelten die Podomorfos als eine besondere Gruppe. Bei den Darstellungen von Schiffen geht man heute davon aus, dass sie erst nach der Eroberung der Kanarischen Inseln in der Tradition der Ureinwohner angefertigt wurden. Die Felsinschriften auf der Insel Lanzarote weisen teilweise eine besondere Form auf, wie sie sonst nur auf der Insel Fuerteventura angetroffen wird. Die Schriftzeichen, die bisher nicht sicher gedeutet werden können, haben große Ähnlichkeit mit den Schriftzeichen, wie man sie auf alten Inschriften in Nordtunesien und Nordostalgerien gefunden hat.

## Vernichtung der Kultur
Aus der Zeit des 14. Jahrhunderts gibt es verschiedene Berichte darüber, dass Europäer die Insel Lanzarote besuchten. Der genuesische Kaufmann und Seefahrer Lancelotto Malocello soll sich von 1312 bis vor 1339 auf der Insel aufgehalten und den Bau eines Befestigungsturms veranlasst haben. In einer Portolankarte des mallorquinischen Kartografen Angelino Dulcert aus dem Jahr 1339 ist die Insel Lanzarote eingezeichnet. Es wird angemerkt, dass dies die Insel des Genuesen Lancelotto Malocello sei.
Im Jahr 1341 rüstete der König Alfons IV. von Portugal eine Expedition aus, um die Kanarischen Inseln zu erforschen. Sie war so ausgestattet und bewaffnet, dass davon auszugehen ist, dass das Ziel die Eroberung der Inseln war. Einer der Teilnehmer, Niccoloso da Recco (1327–1364), verfasste einen ausführlichen Bericht, der eine wichtige Quelle für die Erforschung der Geschichte der Insel Lanzarote wurde.
Den Expeditionen der Europäer mit dem Ziel, auf den Kanarischen Inseln Menschen zu fangen, um sie als Sklaven zu verkaufen, waren die Majos, wegen ihrer beschränkten Verteidigungsmöglichkeiten und aufgrund des leichten Zugangs der Angreifer vom Meer aus, nahezu ungeschützt ausgesetzt. Durch die Ankunft der französischen Adeligen Jean de Béthencourt  und Gadifer de La Salle mit wenigen Soldaten und Siedlern auf Lanzarote, ergab sich für die Majos eine neue Situation.
Vorrangiges Ziel dieser Expedition im Jahr 1402 war die Gründung einer Handelsstation und die Ansiedlung von Europäern auf der Insel. Dem hatten die Majos kaum etwas entgegenzusetzen. Sie schlossen Schutzverträge mit den Eindringlingen ab. Heute werden diese Verträge als grundsätzlich vorteilhaft für beide Seiten angesehen, da der Schutz vor Angriffen der Sklavenjäger für die Majos von überlebenswichtiger Bedeutung war. Die Bewertung auch des teilweise gewaltsamen Vorgehens ergibt, dass es sich nicht um einen Eroberungskrieg nach dem herkömmlichen Schema handelte, das wir gewohnt sind dieser Bezeichnung beizumessen. Das ist der Grund dafür, dass der Vorgang besser als eine Reihe von Scharmützeln bezeichnet wird, die man in keinem Fall als Kriegshandlungen von großem Umfang bezeichnen kann, weil die Kräfteverhältnisse der Eroberer und der Eroberten in der Anfangszeit ausgeglichen waren. Der Begriff Unterwerfung oder auch gewaltsame Unterwerfung wird daher, außer bei den Inseln Gran Canaria, La Palma und Teneriffa, als passender angesehen. Die Unterwerfung unter die Oberherrschaft der Krone von Kastilien und die Annahme der christlichen Religion führten bei den Majos zu einer vollkommenen Umformung der sozialen, wirtschaftlichen und kulturellen Verhältnisse nach dem Vorbild Andalusiens. Nach einigen zwischenzeitlichen Übertragungen der Rechte an der Insel, war sie spätestens 1477, als die Katholischen Könige der Familie Peraza ihre Rechte ausdrücklich bestätigten, ein integraler Bestandteil der Länder der Kastilischen Krone mit einer kastilisch sprechenden christlichen Bevölkerung. Diese bestand aus einer Mischung von Abkömmlingen der Majos, Abkömmlingen der ersten französischen Siedler, Abkömmlingen der Einwanderer von der Iberischen Halbinsel und Menschen, die von der afrikanischen Küste stammten.